# Pseudospingus
Pseudospingus — рід горобцеподібних птахів родини саякових (Thraupidae). Представники цього роду мешкають в Андах.

## Таксономія і систематика
Представників роду Pseudospingus раніше відносили до роду Зеленяр (Hemispingus). Однак молекулярно-філогенетичне дослідження, результати якого були опубліковані у 2014 році, показало, що рід Hemispingus був поліфілітичним. За результатами подальшої реорганізації два види були переведені з роду Зеленяр (Hemispingus) до відновленого роду Pseudospingus.

## Види
Виділяють два види:
- Зеленяр чорноголовий (Pseudospingus verticalis)
- Зеленяр сивий (Pseudospingus xanthophthalmus)

## Етимологія
Наукова назва роду Pseudospingus походить від сполучення слів дав.-гр. ψευδος — несправжній і σπιγγος — в'юрок.